# Jean-Jacques Sempé
Pour les articles homonymes, voir Sempé (homonymie).
Jean-Jacques Sempé, simplement dit Sempé, né le 17 août 1932 à Bordeaux (Gironde) et mort le 11 août 2022 à Ampus, près de Draguignan (Var), est un dessinateur français.
Ses dessins humoristiques ont été publiés entre autres dans Sud Ouest, L'Express, Le Figaro, Le Nouvel Observateur, Télérama, The New Yorker, Le Moustique, Le Rire, Noir et Blanc, Ici Paris, Paris Match.
Il a dit : « Il m'est arrivé de devenir, par moments, raisonnable, mais jamais adulte ». C'est avec cette idée qu'il deviendra l'illustrateur des aventures du Petit Nicolas, dont l'auteur est René Goscinny.

## Biographie

### Enfance
Jean-Jacques Sempé naît à Bordeaux le 17 août 1932.
« Mon enfance n'a pas été follement gaie. Elle était même lugubre et un peu tragique », confie Sempé dans un entretien avec Marc Lecarpentier. Enfant naturel, son « père adoptif », « Monsieur Sempé », est représentant de commerce. Quand celui-ci, à bicyclette, réussit à vendre dans les épiceries de sa ville natale ses boîtes de pâté, thon, sardines, anchois ou bocaux de cornichons, il va « fêter ça au bistrot du coin ». Lorsqu'il rentre, de terribles scènes s'enclenchent entre son père et sa mère, « ils cassent tout, encore une fois, les assiettes, les verres… » et sa demi-sœur et son demi-frère ont des « crises de nerfs ». 

« Toute ma vie – d'enfant – j'ai entendu ma mère faire des reproches à mon père sur le fait qu'il ne trouvait pas de travail autre que le misérable boulot qu'il avait. […] C'était toujours des bagarres, toujours des disputes, toujours des dettes, toujours des déménagements en vitesse. »

L'enfant solitaire présente un relatif bégaiement qui l'empêche parfois de bien prononcer les mots, et des tics. L'école, où il se montre chahuteur mais bon en français, est un « refuge ». Ses parents n'ayant pas d'argent pour acheter les livres, il n'en a pas, fréquente les colonies de vacances mais n'a pas d'argent non plus pour les sorties organisées. La radio lui assure également une « survie ». Il y apprend que l'on peut s'exprimer d'une autre façon que dans son milieu. Il y écoute, vers six ans, l'orchestre de Ray Ventura qui l'enchante, est fasciné plus tard par Aimé Barelli ou Fred Adison. Vers onze ans, il lit des romans policiers, Maurice Leblanc, une collection de L'Illustration, des journaux féminins tels que Confidences auxquels les voisines de sa mère sont abonnées, tout ce qu'il trouve - ce qui lui permet de ne plus faire de fautes d'orthographe, parce qu'il veut s'en sortir, gagner sa vie, donner de l'argent à ses parents. C'est vers douze ans qu'il commence à réaliser des dessins sans légende, d'emblée humoristiques.

Sur son enfance, Jean-Jacques Sempé garde une attitude ambiguë, des souvenirs de la dureté de sa mère et de ses « torgnoles », de la honte qu'il éprouvait quand elle « se mettait à hurler », jusqu'à ceux de certains « fous rires », quand il se disait : « Je suis chez les fous ! Ils sont complètement fous. » Des décennies plus tard, il résume : 

« Mes parents ont fait ce qu'ils ont pu les pauvres, vraiment. Je ne leur en veux pas une seconde, ils se sont débrouillés comme ils ont pu. »

### Débuts de carrière
Jean-Jacques Sempé quitte l'école à un peu plus de quatorze ans, étant resté deux ans sans y aller, pendant la Seconde Guerre mondiale, alors qu'il était dans les Pyrénées ;  en Béarn, à Bénéjacq, le village de sa famille paternelle. « Je me souviens qu’on avait passé quelques mois, peut-être un an, là-bas pour fuir les bombardements à Bordeaux. Ce devait être en 1942 ou 1943 », explique son frère cadet au journal Sud-Ouest. Jean-Jacques Sempé trouve un emploi de livreur à bicyclette durant un an et demi ; il est en 1950 représentant en dentifrice en poudre puis courtier en vin. Il commence sa carrière de dessinateur humoristique dans la presse en plaçant quelques dessins en 1950 dans Sud Ouest qu'il signe d'abord « DRO », de l'anglais « to draw » (dessiner). Dans le numéro du 29 avril 1951, il publie son premier dessin sous son nom. Peu après, il fait son service militaire en falsifiant ses papiers pour masquer son jeune âge. Affecté en juillet 1951 au fort de Vincennes, il se retrouve souvent en prison militaire, plus par distraction, dit-il, que par indiscipline. 

« Quand je suis arrivé à Paris, j'ai trouvé les Parisiens très gais. Je venais de Bordeaux où les gens n'étaient pas naturellement souriants. J'ai été tout de suite enchanté par le métro, les autobus, la fièvre de la ville. Et surtout j'ai fait beaucoup de vélo. Pendant trente ans, je suis allé partout à bicyclette. »

En 1954, Sempé fait une rencontre décisive : René Goscinny. Dans les bureaux d’une agence de presse belge, la World Press, située sur les Champs-Élysées les deux jeunes auteurs font connaissance et se lient d’amitié. Auréolé par ses années new-yorkaises, bilingue et toujours élégant, René Goscinny impressionne le jeune Bordelais.
« C’était mon premier ami parisien, autant dire mon premier ami »
Tous deux travaillent pour l'hebdomadaire belge Le Moustique, qui publie leurs dessins en couverture et sous forme de feuilletons. Sempé esquisse un petit personnage sous la forme d’un éphémère dessin en une case, qu’il intitule Nicolas, et dont le nom est inspiré par une publicité du célèbre caviste. Sollicité par le rédacteur en chef pour en faire une bande dessinée, Sempé, peu inspiré par cet exercice, propose naturellement à son ami René Goscinny, déjà scénariste de Lucky Luke, d'en écrire le scénario. Mais l’aventure ne durera pas et s’arrêtera à la vingt-huitième planche. Goscinny est licencié par l’éditeur du journal pour avoir réclamé une meilleure reconnaissance des auteurs, et Sempé, solidaire, s’en va aussi.

Trois ans plus tard, Sud Ouest Dimanche passe une commande aux deux auteurs qui, reprenant leur Petit Nicolas, lui donnent cette fois-ci la forme d’un conte illustré. 
« Il (Goscinny) arriva avec un texte dans lequel un enfant, Nicolas, racontait sa vie, avec ses copains qui avaient tous des noms bizarres : Rufus, Alceste, Maixent, Agnan, Clotaire… Le surveillant général était surnommé Le Bouillon. C’était parti : René avait trouvé la formule » expliquera Sempé.
Le duo met ses souvenirs d’enfance en partage. Les textes de Goscinny sont illustrés de trois ou quatre dessins de Sempé. Le 29 mars 1959 paraît la première histoire du Petit Nicolas tel qu’il deviendra célèbre. C’est l’acte de naissance du célèbre écolier. La femme d’un éditeur parisien (Denoël) ayant vu plusieurs de ces épisodes dans le journal pendant ses vacances, conseille à son mari de prendre contact avec Sempé et Goscinny. Cinq albums sont publiés. À quelques mois d’intervalle, la même année, René Goscinny crée Astérix avec le dessinateur Albert Uderzo. Dès le premier numéro de Pilote en octobre 1959, Goscinny publie Le Petit Nicolas, qui paraît aux côtés d’Astérix. En presque dix années de collaboration, Goscinny écrit 222 histoires illustrées par environ mille dessins de Sempé. À partir de 2004, les Histoires inédites du Petit Nicolas, publiées chez IMAV éditions par Anne Goscinny, fille du scénariste, remportent un succès jamais atteint par cette série, ce qui fera dire à Sempé : « Le Petit Nicolas est indémodable car lorsque nous l’avons créé il était déjà démodé. »
 
« Le Petit Nicolas, c’est d’abord une histoire d’amitié. Il ne l’aurait jamais fait sans moi, mais le plus important, c’est que moi je ne l’aurais jamais fait sans lui. Nous étions de vrais complices. »

### Premiers succès et montée en puissance
En 1953, Sempé publie des dessins dans Radar, Le Rire, Noir et Blanc, Ici Paris, en 1954 pour Samedi Soir mais aussi France Dimanche. Dans les années suivantes vient le succès avec des collaborations régulières à Paris Match, sur la proposition de Roger Thérond, avec ses amis Chaval et Jean Bosc (1956). Il collabore également à Pilote (1960) et, à l’étranger, à Punch et Esquire (1957).
Sempé va suggérer à Christiane Charillon de créer, sur un modèle américain, le métier d'agent de dessinateurs de presse (métier qui  n'existait pas en France). Elle sera son agent, et celui de plusieurs autres dessinateurs, de 1962 à 1995. Les succès vont alors s'enchaîner: Sempé convaincra les publicitaires, des éditeurs français (Denoël), ou étrangers (Diogenes Verlag à Zurich...), et sera le premier à publier des albums réguliers de dessinateur (voir bibliographie).
De 1965 à 1975, Françoise Giroud l'invite à L'Express, auquel il donne chaque semaine ses dessins et dont il est durant une quinzaine de jours l'« envoyé spécial » aux États-Unis en 1969. Il collaborera également au Figaro, au Nouvel Observateur et, plus régulièrement dans les années 1980 à Télérama, qui chaque été publie en avant-première l'un de ses albums.
Durant cette période il fréquente le « Tout-Paris » à la brasserie Lipp, au Café de Flore, à La Closerie des Lilas, chez Castel, dans les clubs de jazz et au jardin du Luxembourg, se lie d'amitié avec Françoise Sagan, Jacques Tati, Jacques Prévert et Raymond Savignac, mais aussi Simone Signoret, Brigitte Bardot, Brigitte Fontaine ou Anémone.

### Consécration

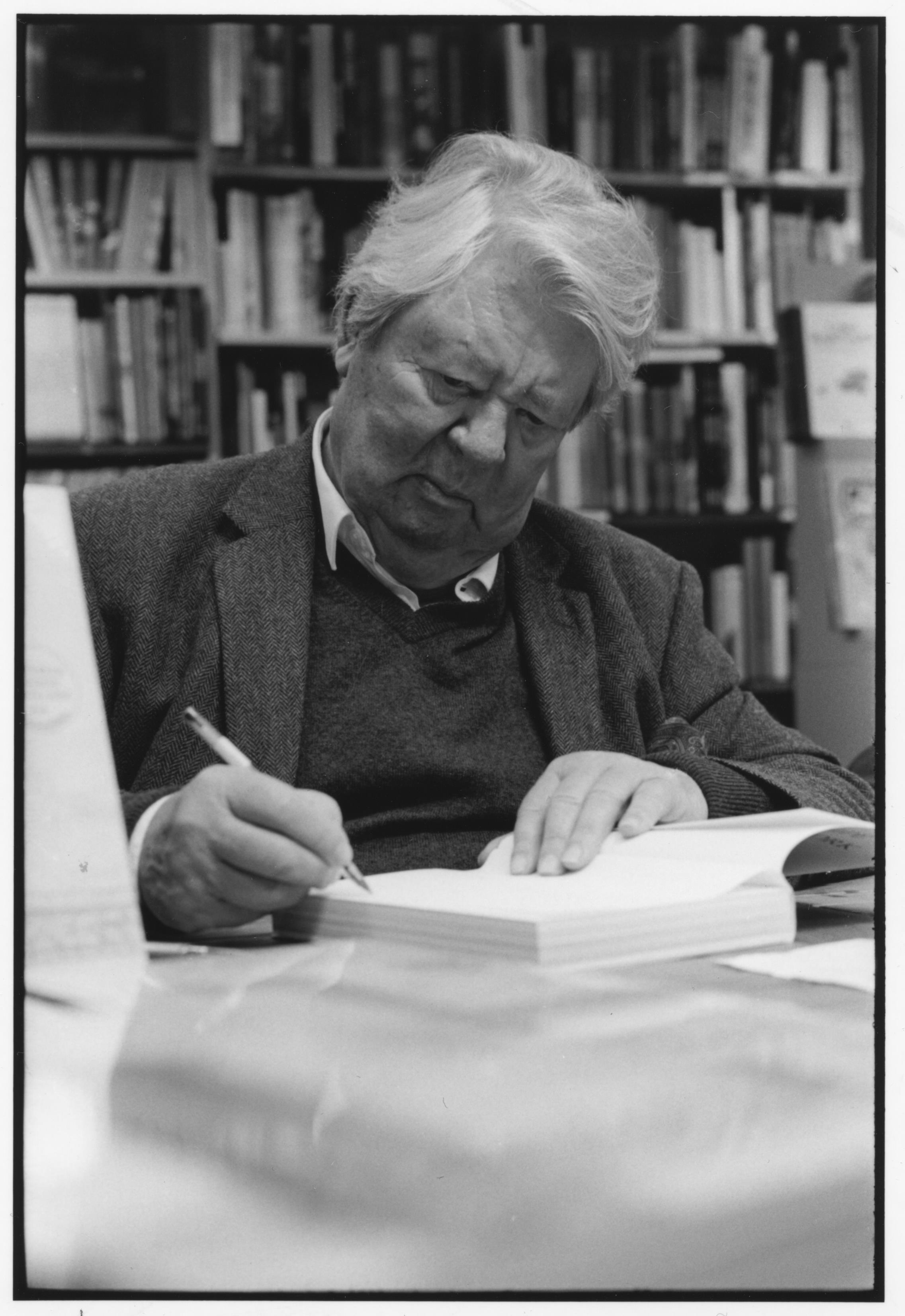
Jean-Jacques Sempé en 2016 par Olivier Meyer.

En 1978, Sempé réalise sa première couverture pour le New Yorker, célèbre magazine culturel américain. Il en créera plus d'une centaine par la suite. Le 29 décembre 2014, sous la plume de Mina Kaneko et Françoise Mouly, le même magazine lui rend hommage en publiant en ligne une sélection de ses couvertures sous le titre Cover Story: Jean-Jacques Sempé's Dancers.
Dans les années 1980, il s’installe successivement place Saint-Sulpice puis à Montparnasse. Il vivra notamment rue du Dragon et avenue Jean Moulin dans le 14e arrondissement.[réf. nécessaire]
Après le succès du Petit Nicolas, à partir de 1962 (avec Rien n'est simple), Sempé publie presque chaque année un album de dessins chez Denoël, quarante jusqu'en 2010. Le Petit Nicolas est présent dans plus d'une quarantaine de pays, et ses albums de dessins d'humour dans une vingtaine, parmi lesquels l'Allemagne, le Brésil, la Chine, la Corée, les États-Unis, la Grèce, l'Italie, le Japon, la Lettonie et la Russie. En 2009, il publie, en collaboration avec Brigitte Fontaine, Contes de chats aux éditions Les Belles Lettres-Archimbaud, .
Il soutient François Hollande, le candidat PS, à l'élection présidentielle de 2012.

En juin 2014, la Monnaie de Paris lance une nouvelle émission d’euros en argent et en or pour la série les Valeurs de la République : dessinée par Sempé, elle évoque les valeurs républicaines que sont la liberté, l'égalité et la fraternité, complétées par la valeur universelle qu’est la paix. Le dessinateur a choisi de placer cette série sous le signe de la balade à vélo, qui symbolise pour lui la liberté : 

« Le vélo, c'est un moyen simple d'être libre. Vous lâchez les mains du guidon, et vous voilà libre d'aller où bon vous semble. »

### Décès

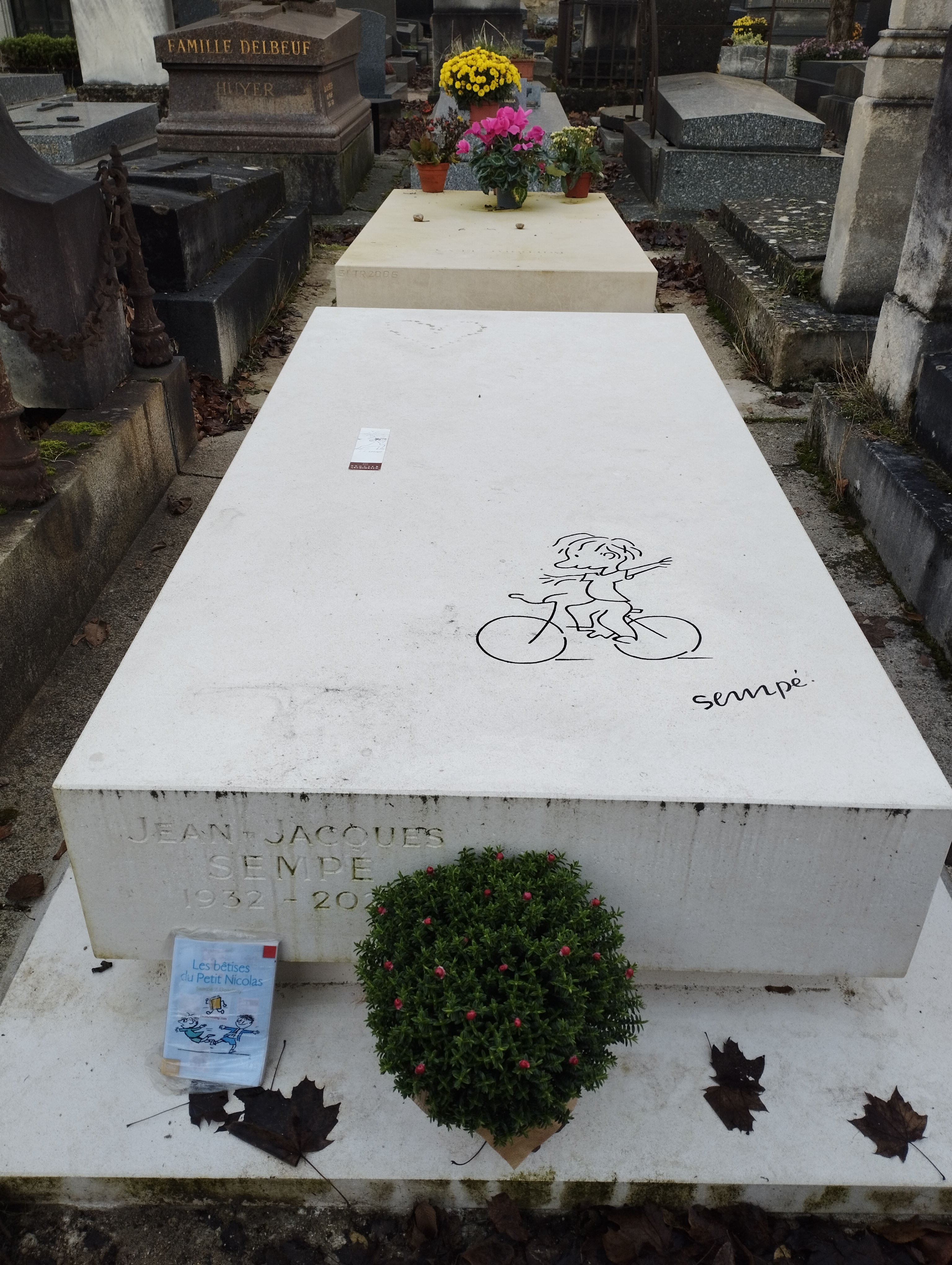
Tombe de Jean-Jacques Sempé au cimetière du Montparnasse (division 10).

Sempé s'eteint le 11 août 2022 dans la résidence secondaire de son épouse située à Ampus, à l'âge de 89 ans,. Dans le numéro daté du 4 au 10 août de l'hebdomadaire Paris Match auquel il collabore régulièrement depuis de nombreuses années, il donne comme légende à son dernier dessin : « Pense à ne pas m'oublier. »
Ses obsèques se tinrent dans l'après-midi du 19 août en l'église de Saint-Germain-des-Prés à Paris. Près de 300 anonymes et personnalités, y assistèrent, dont Anne Goscinny, Jean-Michel Ribes, Emmanuel Pellerin et Olivier Barrot Elles sont suivies par l'inhumation au sein de la 10e division du cimetière du Montparnasse, situé dans la même ville.

### Vie privée
De son premier mariage avec la peintre Christine Courtois, Jean-Jacques Sempé a eu un fils, Jean-Nicolas Joël (1956-2020) ; et de Mette Ivers (née en 1933), sa seconde épouse, une fille, la designer Inga Sempé née en 1968,. Il épouse en 2017 Martine Gossieaux, sa galeriste et agent.
En juin 2018, le journal Le Monde révèle que l'enquête liée aux Panama Papers a permis d’identifier Jean-Jacques Sempé comme détenteur d’une société offshore,.

## Distinctions
- 1987 : Grand prix de littérature de la ville de Bordeaux
- 2003 : Prix Alphonse-Allais
- 2006 : Commandeur dans l'ordre des Arts et des Lettres
- 2008 : Prix e.o.plauen pour l'ensemble de son œuvre (Allemagne)

## Publications
: document utilisé comme source pour la rédaction de cet article.

### Le Petit Nicolas
Scénario : René Goscinny
- Le Petit Nicolas - 1960
- Les Récrés du petit Nicolas - 1961
- Les Vacances du petit Nicolas - 1962
- Le Petit Nicolas et les Copains - 1963
- Joachim a des ennuis - 1964 réédité ensuite sous le titre Le Petit Nicolas a des ennuis.
- Histoires inédites du petit Nicolas - Éditions IMAV, 2004 (ISBN 978-2-915732-00-9)
- Histoires inédites du petit Nicolas, volume 2 - Éditions IMAV, 2006
- Le Petit Nicolas, Le ballon et autres histoires inédites - Éditions IMAV 2009
- Les Premières Histoires du petit Nicolas, Éditions IMAV, 2012
- Le Petit Nicolas - La bande dessinée originale, Éditions IMAV, 2017

### Grands albums Denoël
- Rien n'est simple (1962)
- Tout se complique (1963)
- Sauve qui peut (1964)
- Monsieur Lambert (1965)
- La Grande Panique (1966)
- Saint Tropez (1968) et (1975) pour une édition enrichie de quelques nouveaux dessins.
- L'Information consommation (1969)
- Marcellin Caillou (1969)
- Des hauts et des bas (1970)
- Face à face (1972)
- Bonjour bonsoir (1974)
- L'Ascension sociale de Monsieur Lambert (1975)
- Simple question d'équilibre (1977)
- Un léger décalage (1977)
- Les Musiciens (1979)
- Comme par hasard (1981)
- De bon matin (1983)
- Vaguement compétitif (1985)
- Luxe, calme et volupté (1987)
- Par avion (1989)
- Vacances (1990) , édité en commun avec Galerie Bartsch & Chariau, préfacé par Jacques Réda.
- Âmes sœurs (1991)
- Insondables mystères (1993)
- Raoul Taburin (une bicyclette à propos de son père) (1995)
- Grands rêves (1997)
- Beau temps (1999)
- Multiples intentions (2003)
- Sentiments distingués (2007)
- Bourrasques et accalmies (2013)

La plupart de ces albums ont été réédités en format poche dans la collection Folio.

### Hors-série - compilations
- Volltreffer, ein Bilderbuch, Diogenes Verlag, 1958
- Women & Children First, 1962, Perpetua Books, Londres
- Quelques manifestants, 1983 (ISBN 978-2-207-22943-9)
- Quelques enfants, 1983 (ISBN 978-2-207-22942-2)
- Quelques jours de congé, 1984 (ISBN 978-2-207-23010-7)
- Quelques artistes et gens de lettres, 1984 (ISBN 2-207-23083-X)
- Sempé, livre de l'exposition rétrospective à Caen comprenant un récit autobiographique de l'auteur, tiré à 8 000 exempaires, 160 pages, Diffusion Denoël, juin 1984
- Quelques vices impunis, 1986 (ISBN 978-2-207-23798-4)
- Quelques romantiques, 1986 (ISBN 978-2-207-23288-0)
- Quelques représentations, 1987 (ISBN 978-2-207-23420-4)
- Quelques concerts, 1987 (ISBN 978-2-207-23421-1)
- Quelques citadins, 1989 (ISBN 978-2-207-23579-9)
- Quelques campagnards, 1989 (ISBN 978-2-207-23580-5)
- Quelques sentiments de culpabilité, 1991 (ISBN 978-2-207-23860-8)
- Quelques meneurs d'hommes, 1991 (ISBN 978-2-207-23087-9)
- Quelques forces obscures, éditions Denoël, 1994 (ISBN 978-2-207-24283-4)
- Quelques mystiques, éditions Denoël, 1998
- Sempé, tirage limité à 500 exemplaires reproduisant 51 dessins inédits ou couvertures du New Yorker, Paris, édition galerie Martine Gossieaux, 1998
- Sempé, tirage limité à 500 exemplaires reproduisant 61 dessins inédits, Paris, édition galerie Martine Gossieaux, 2000
- Le Monde de Sempé, volume 1 et volume 2, 2001 et 2004, éditions Denoël  (ISBN 978-2-207-25399-1)
- Un peu de Paris, éditions Gallimard, 2001
- Quelques philosophes, 2002 (ISBN 978-2-207-25373-1)
- Sempé : Enfances, sans texte, édité en tirage limité à 900 exemplaires reproduisant 40 dessins en partie inédits, Paris, édition galerie Martine Gossieaux, 2004
- Un peu de la France, aquarelles sans texte, éditions Gallimard, 2005
- Sempé à New York, éditions Denoël et Martine Gossieaux, 2009
- Saint-Tropez forever, éditions Martine Gossieaux, 2010
- Enfances, entretien avec Marc Lecarpentier, éditions Denoël et Martine Gossieaux, 2011
- Sempé, un peu de Paris et d'ailleurs[15], éditions Martine Gossieaux, 2011 (ISBN 978-2-9527191-1-7)
- Bourrasques et accalmies, Editions Denoël et Martine Gossieaux, 2013
- C’est la vie ! The wonderful world of Sempé, Phaidon Press, traduction Anthea Bell 2014
- Sincères Amitiés, Éditions Denoël et Martine Gossieaux, 2015
- Musiques, Editions Denoël et Martine Gossieaux, 2017
- Sempé : Itinéraire d'un dessinateur d'humour, Éditions Martine Gossieaux, 2019
- Sempé, t. 61, Reporters sans frontières (RSF) / édition illustrée, coll. « 100 dessins pour la liberté de la presse », 4 juillet 2019, 200 p. (ISBN 978-2362200588)[43].
- Garder le cap (2020), Éditions Denoël et Martine Gossieaux.
- Carnets de bord (2021), Les cahiers dessinés. Préface de Patrick Modiano.
- Sempé en Amérique (2022), éditions Denoël et Martine Gossieaux.

### Livres illustrés par Sempé
- La Maladie du papier, nouvelle de Eero Tolvanen extraite de 54 petits chefs-d’œuvre (éditions Gallimard, 1955, 1962). Une première édition a été réalisée en 1964 pour le compte des Papeteries De Ruysscher avec les illustrations de Sempé. Une réédition de ce livre à partir de nouvelles numérisations des dessins originaux a eu lieu en 2014 aux Éditions Martine Gossieaux, 2014
- Alice au pays des merveilles suivi de De l'autre côté du miroir, de Lewis Carroll, traduits de l'anglais par André Bay, éditions le livre club du libraire, 1961.
- Le livre des snobs, 1963, de William Thackeray, traduit de l’anglais par Raymond Las Vergnas, éditions le livre club du libraire.
- Catherine Certitude de Patrick Modiano), éditions Gallimard, 1988  (ISBN 978-2-07-056423-1)
- L'Histoire de Monsieur Sommer, de Patrick Süskind, éditions Gallimard, 1991  (ISBN 978-2-07-056615-0)
- Portraits de mes amis, de Philippe Caubet, Editions Martine Gossieaux, 2006
- Il a fait l’idiot à la chapelle, de Daniel Auteuil, Editions Le Seuil/Archimbaud, 2002

## Expositions
- 1968 : première exposition de dessins et planches originales de Sempé organisée en France (album Saint-Tropez).
- Juin-septembre 1984 : Sempé, première rétrospective organisée par Philippe Briet et la commune de Caen.
- 21 octobre 2011-11 février 2012 : Sempé, un peu de Paris et d'ailleurs..., à l'hôtel de ville de Paris[44].
- 10 juin-23 septembre 2012 : Jean-Jacques Sempé zum 80. Geburtstag, au Musée Wilhelm-Busch (de) (Hanovre)[45].
- 8 novembre 2019 - 31 mars 2020 : Sempé. Itinéraire d'un dessinateur d'humour, à l'Atelier Grognard (Rueil-Malmaison)[46].
- 29 mai-6 octobre 2019, Sempé en liberté, itinéraire d’un dessinateur d’humour, au musée Mer Marine (Bordeaux).
- 17 mars-7 avril 2021 : Un printemps avec Sempé : du crépuscule à 23 heures, projection d'une cinquantaine de dessins de Sempé sur les façades de cinq monuments genevois.

### Films consacrés à Sempé et à son œuvre
- Le Crayon entre les dents : Jean-Jacques Sempé, 52 min, coréalisé par Patrick Roegiers et Jean-Pierre Berckmans, RTBF, 1977.
- Sempé, rêver pour dessiner, 52 min, écrit et réalisé par Françoise Gallo, France 5, TV5 Monde, 2002. Sélection FIPA et FIFA Montréal (2003). Prix FIFAP UNESCO, Meilleure Démarche d'Artiste, 2003.
- Sempé-Paris, un trait d'humour, 26 min, écrit et réalisé par Françoise Gallo, France 3, 2002.
- Sempé, dessinateur d'humour, documentaire de 52 min pour France 5, écrit par Marc Lecarpentier, réalisé par Patrick Volson, Kuiv Productions, 2011.
- Raoul Taburin, scénario de Guillaume Laurant, d'après la bande-dessinée de Sempé, réalisé et coproduit par Pierre Godeau, 2018, avec Benoît Poelvoorde dans le rôle de Raoul Taburin, adulte.